# Carrazeda de Ansiães (freguesia)
Pour les articles homonymes, voir Carrazeda de Ansiães.
Carrazeda de Ansiaes est une ville portugaise de la municipalité de Carrazeda de Ansiães.